# Lex Passchier
Alexander David (Lex) Passchier (Den Haag, 25 oktober 1976) is een Nederlandse auteur van televisiescenario's, toneelteksten en thrillers. Van 2004 tot 2014 produceerde hij theaterproducties. Ook werkte hij jarenlang als (stem)acteur. Een van de acteerrollen die hij al jarenlang vertolkt is de Nederlandse stem van SpongeBob SquarePants.

## Studie
Passchier studeerde korte tijd Nederlands en Cultuurwetenschappen en studeerde in 2002 aan de Universiteit Utrecht af in de Theater-, Film- en Televisiewetenschap met een scriptie over Alfred Hitchcock. Ook volgde hij workshops camera-acteren en scenarioschrijven in Londen en Hollywood.

## Scenario
Hij werkte zeven jaar bij Endemol Drama als script-editor en scenarioschrijver van televisieseries als Baantjer, Grijpstra & De Gier, Gooische vrouwen, We gaan nog niet naar huis, Julia's Tango en Spangen.
Hij was sinds 2011 als scenarioschrijver en eindredacteur verantwoordelijk voor zes seizoenen van de politieserie Moordvrouw van RTL 4, met onder anderen Wendy van Dijk. In 2015 en 2016 schreef hij enkele afleveringen van Heer & Meester, een detectiveserie van Omroep MAX, met Daan Schuurmans.
Hij is de bedenker, scenarioschrijver en creatief producent van De 12 van Oldenheim en De 12 van Schouwendam, geproduceerd door Endemol Shine in opdracht van Videoland / RTL 4. Beide series zijn te zien in meer dan twintig landen, waaronder de VS, Canada en Japan. 
Ook schrijft hij samen met Roos Ouwehand de serie Oogappels voor BNNVARA, geproduceerd door ITV Studios. In 2020 werd deze serie genomineerd voor de Zilveren Nipkowschijf. In 2023 won Oogappels de Gouden Televizier-Ring.
In 2022 verscheen Diepe gronden, een vierdelige thrillerserie voor SBS6 met in de hoofdrol Linda de Mol en geregisseerd door Will Koopman. 
Samen met Frank Houtappels schreef hij de nieuwe afleveringen van Gooische vrouwen voor SBS 6 / Videoland (2024).

## Auteur
In 2014 verscheen bij Luitingh-Sijthoff de thriller Moordvrouw - Witte leugens, een nieuw verhaal gebaseerd op het format van de gelijknamige tv-reeks.
In 2024 verschijnt eveneens bij Luitingh-Sijthoff zijn literaire thriller De val van Tammy Davidson.

## Audiodrama
In 2019 verscheen van zijn hand de zesdelige audiothriller Doppler, een Kobo Original met onder anderen Hadewych Minis.

## Theater
Van 2004 tot 2014 produceerde Passchier met zijn bedrijf Het Thriller Theater toneelvoorstellingen. In tien jaar tijd bracht hij de producties En toen waren er nog maar..., Moordspel, Arsenicum en oude kant, De vrouw in het zwart, De spooktrein, Sherlock Holmes en de hond van de Baskervilles, Paul Vlaanderen en het mysterie van de verzonnen dood, 39 steps, Dial M for Murder en De man die het wist. Voor de meeste producties schreef / vertaalde hij zelf de scripts. 
Daarnaast produceerde hij Op de drempel, een toneelmonoloog met Joost Prinsen, en De engel op mijn schouder, de afscheidstournee van zanger-gitarist Eddy Christiani.
In 2019 schreef hij de toneelthriller Enkele reis voor Hummelinck Stuurman Theaterbureau, gespeeld door Bram van der Vlugt, Trudy Labij en Wieteke van Dort, in de regie van Bruun Kuijt.
In 2021 verscheen zijn toneelthriller Hoog spel in de Nederlandse theaters.

## Acteur
In het verleden was Passchier ook regelmatig te zien als acteur in onder andere Grijpstra & De Gier, Toen was geluk heel gewoon, Baantjer, M'n dochter en ik, Zeg 'ns Aaa, Moordvrouw en 12 steden, 13 ongelukken. Ook was hij een van de vaste tegenspelers van André van Duin in André's Comedy Club en speelde hij in de toneelproducties Potasch en Perlemoer, Paul Vlaanderen en het mysterie van de verzonnen dood en De man die het wist.
Hij spreekt al meer dan twintig jaar de stem in van het personage SpongeBob SquarePants in de Nederlandse versie van de gelijknamige tekenfilmserie.

## Filmografie

### Scenarioschrijver
- 2004–2007: Grijpstra & De Gier (7 afleveringen)
- 2007–2009: We gaan nog niet naar huis (3 afleveringen)
- 2009: Gooische vrouwen (2 afleveringen)
- 2012–2017: Moordvrouw (50 afleveringen)
- 2015–2016: Heer & Meester (3 afleveringen)
- 2017: De 12 van Oldenheim (12 afleveringen)
- 2019: De 12 van Schouwendam (10 afleveringen)
- 2018–2024: Oogappels (64 afleveringen)
- 2022: Diepe Gronden (4 afleveringen)
- 2023-2024: Gooische vrouwen (8 afleveringen)

### Script-editor
- 2003–2004: Spangen (8 afleveringen)
- 2004–2006: Baantjer (18 afleveringen)
- 2004–2007: Grijpstra & De Gier (37 afleveringen)
- 2004–2009: Gooische vrouwen (22 afleveringen)
- 2007–2009: We gaan nog niet naar huis (26 afleveringen)

### Auteur
- 2014: Moordvrouw - Witte leugens (thriller)
- 2024: De val van Tammy Davidson (literaire thriller)

### Toneelschrijver/vertaler
- 2002: Potasch & Perlemoer op vakantie (toneelbewerking)
- 2007: Arsenicum en oude kant (toneelvertaling)
- 2008: De vrouw in het zwart (toneelvertaling)
- 2010: Sherlock Holmes en de hond van de Baskervilles (boekbewerking)
- 2011: 39 steps (toneelvertaling)
- 2012: Dial M for Murder (toneelvertaling)
- 2013: De man die het wist
- 2019: Enkele reis
- 2021: Hoog spel

### Theaterproducent
- 2004–2005: En toen waren er nog maar...
- 2005–2006: Moordspel
- 2007–2009: Arsenicum en oude kant
- 2008–2010: De vrouw in het zwart
- 2009–2010: De Spooktrein
- 2010–2011: Sherlock Holmes en de hond van de Baskervilles
- 2010–2012: Paul Vlaanderen
- 2011–2012: 39 steps
- 2012–2013: Dial M for Murder
- 2013–2014: De man die het wist

### Acteur
- 1991: Zeg 'ns Aaa – Bertje
- 1992: Goede tijden, slechte tijden – Piccolo
- 1993: Talkmate - Postbank (tv-commercial)
- 1994: Pril geluk - Chiel Boas
- 1995: M'n dochter en ik - Alex
- 1996: 12 steden, 13 ongelukken - Jeroen
- 1996: Fisherman's Friend (tv-commercial)
- 1996: M'n dochter en ik - Bart
- 1996-1998: De Snorkels - Junior (stem)
- 1997: Goudkust - Gijs Verdonk
- 1997: Kind aan huis - Sander van der Linden
- 1998: André's Comedy Club - diverse rollen
- 1999-2001: Potasch & Perlemoer - Andrejev (toneel)
- 2000–2006: Toen was geluk heel gewoon - Adri de Greef
- 2001–heden: SpongeBob SquarePants - SpongeBob (stem)
- 2006: Grijpstra & De Gier - Herman Prinsen
- 2010: We gaan nog niet naar huis - Agent
- 2010-2012: Paul Vlaanderen en het mysterie van de verzonnen dood (toneel)
- 2013: Moordvrouw - Patrick
- 2013-2014: De man die het wist (toneel)
- 2017: De 12 van Oldenheim - Arts
- 2022: Oogappels - Jehova's getuige